# Cian
Cián (tudi sínja) je barva svetlobe z valovno dolžino 490–520 nm ali mešanica modre in zelene barve; modrozelena. Pogosto predstavlja barvo neba ali morja. Je osnovna barva modela CMYK.